# ميشال دهوغ

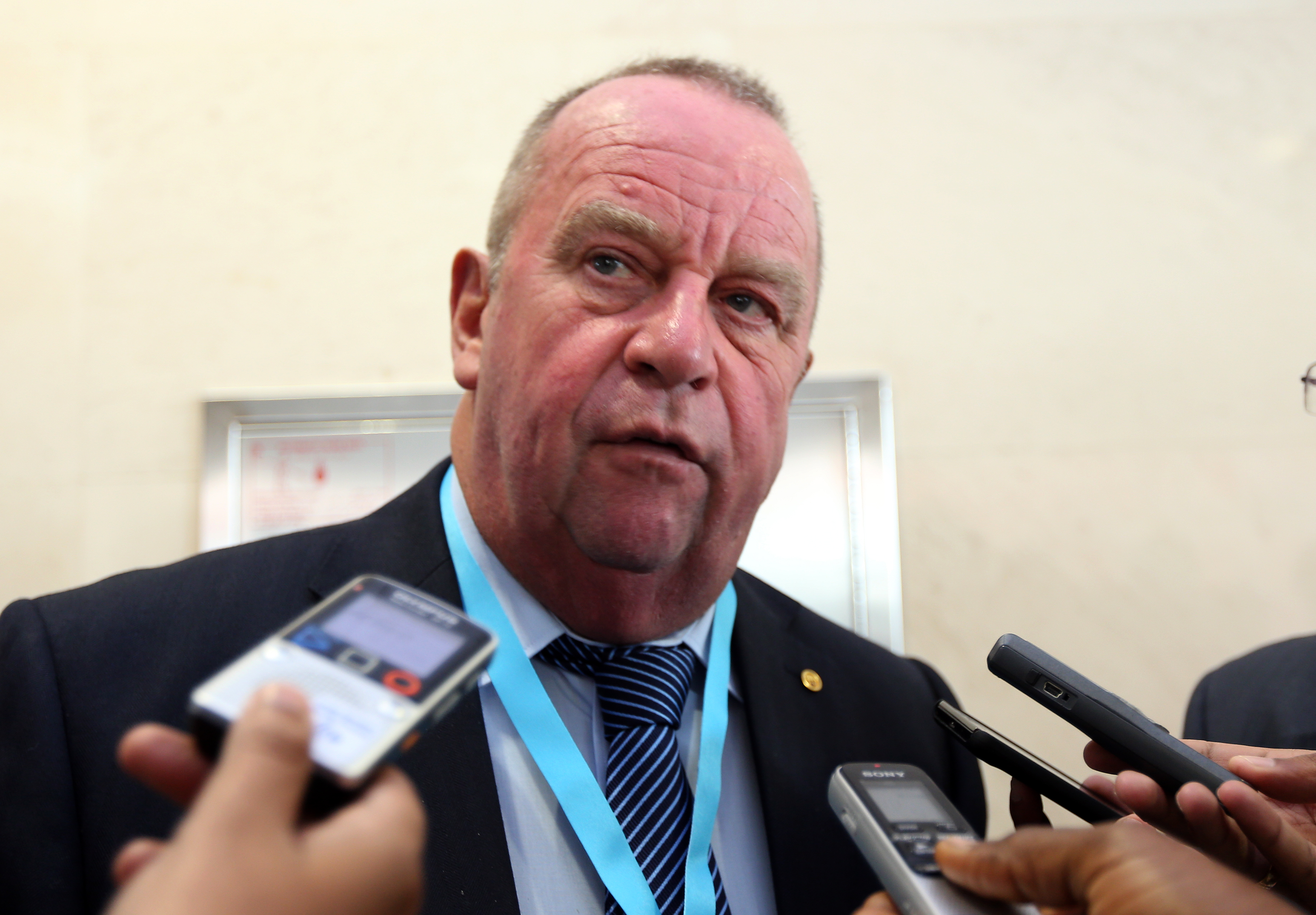
ميشال دهوغ (2013)

ميشال بارون دهوغ ولد بتاريخ 8 ديسمبر 1945 في بروج، بلجيكي الجنسية طبيب و عضو مجلس الفيفا و رئيس اللجنة الطبية للأتحاد الدولي لكرة القدم (فيفا). الرئيس السابق للأتحاد الملكي البلجيكي لكرة القدم (1987-2001)، كما شغل منصب الرئيس السابق لنادي كلوب بروج البلجيكي (2003-2009). أعطي رتبة بارون في عام 2001.